# Strigopidae
Strigopidae (новозеландские попугаи) — семейство попугаеобразных птиц, включающее какапо и род несторы.

## Распространение
Какапо — вид исключительно новозеландский, а несторы ранее обитали не только в Новой Зеландии, но и на нескольких незаселённых людьми островках между Австралией и Новой Зеландией. Однако европейские поселенцы в XIX веке уничтожили вид несторов, обитавший на островах между Австралией и Новой Зеландией. Все остальные виды семейства находятся под угрозой уничтожения в результате человеческой деятельности.

## Описание
Какапо — единственный ныне живущий нелетающий вид попугаев, его рост составляет около 60 см, а несторы размером около 40-50 см. Несторы (кроме кеа) — в основном бурого цвета. Окраска перьев какапо в основном салатовая.

## Питание
Какапо — вегетарианец, тогда как несторы всеядны.